# Avi Wigderson

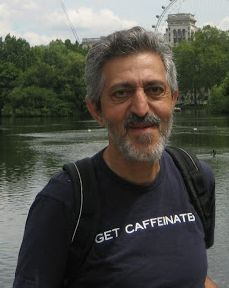
Avi Wigderson (2012)

Avi Wigderson (Haifa, 9 september 1956) is een Israëlische wiskundige en informaticus. Hij is hoogleraar aan het Institute for Advanced Study in Princeton. Zijn onderzoeksinteresses omvatten computationele complexiteitstheorie, parallelle algoritmen, grafentheorie, cryptografie, distributed computing en neurale netwerken. Wigderson ontving in 2021 de Abelprijs voor zijn werk in de theoretische informatica. Hij ontving ook de ACM AM Turing Award 2023 voor zijn bijdragen aan het begrip van willekeur in berekeningen en wiskunde.

## Biografie
Avi Wigderson werd geboren in Haifa in Israël, als zoon van overlevenden van de Holocaust. Wigderson deed zijn bachelorstudie aan het Technion in Haifa in Israël, waar hij afstudeerde in 1980. Vervolgens ging hij studeren aan de Princeton-universiteit. Hij promoveerde in 1983 in de computerwetenschappen na het voltooien van een proefschrift, getiteld "Studies in computational complexity", onder supervisie van Richard Lipton. Na kortetermijnfuncties aan de University of California, Berkeley, het IBM Almaden Research Center in San Jose, Californië, en het Mathematical Sciences Research Institute in Berkeley, trad hij in 1986 toe tot de faculteit van de Hebreeuwse Universiteit van Jeruzalem. In 1999 nam hij ook een baan aan bij het Institute for Advanced Study, en in 2003 gaf hij zijn baan aan de Hebreeuwse Universiteit op om voltijds aan de IAS te gaan werken.

## Prijzen en onderscheidingen
In 2021 deelde Wigderson de Abelprijs met László Lovász "voor hun fundamentele bijdragen aan de theoretische informatica en de discrete wiskunde, en hun leidende rol bij het vormen ervan tot centrale gebieden van de moderne wiskunde."
Wigderson heeft de ACM AM Turing Award 2023 ontvangen voor "het hervormen van ons begrip van de rol van willekeur in berekeningen, en voor decennia van intellectueel leiderschap in de theoretische informatica."